# Chimera (di truyền học)

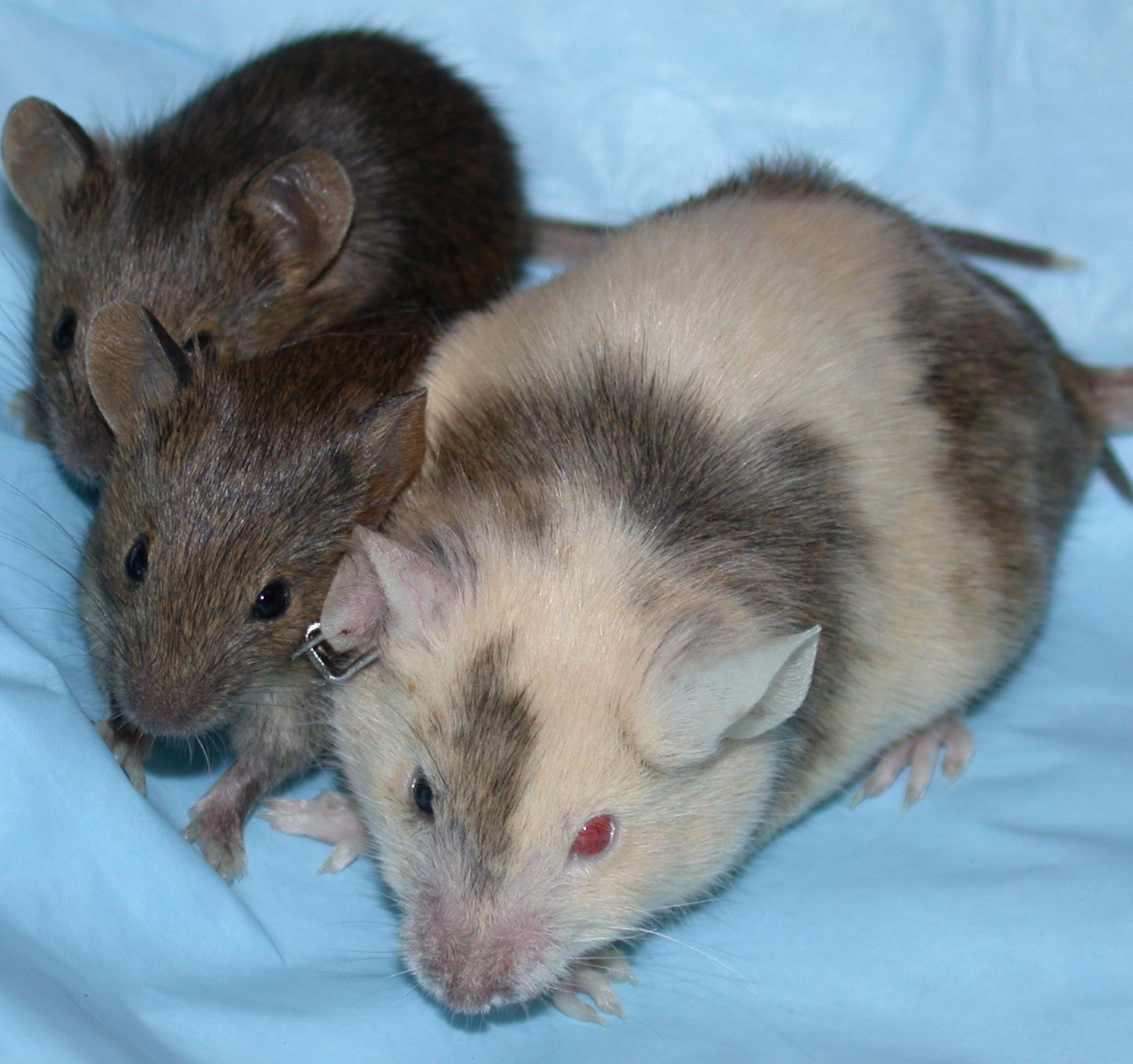
Một con chuột chimera với con của nó

Chimera (/kaɪˈmɪərə/) hay hợp thể khảm là thuật ngữ di truyền học dùng để chỉ một cơ thể sinh vật hoặc một mô hay một cơ quan mang nhiều bộ nhiễm sắc thể khác nhau (gồm nhiều bộ ADN khác nhau), thường được tạo thành qua sự hợp nhất của nhiều hợp tử khác nhau hoặc sự dung hợp các bộ gen khác nguồn.

## Từ nguyên
Thuật ngữ này bắt nguồn từ khái niệm "chimera" trong thần thoại Hy Lạp, mô tả một loại quái vật đầu sư tử, thân dê và đuôi rồng, mà người anh hùng Bellerophon cưỡi ngựa có cánh Pegasus đã tiêu diệt. 
Với nguồn gốc trên, trong di truyền học, ban đầu chimera dùng để chỉ cơ thể "dị lưỡng bội", sau đó - do phát hiện thêm ở cấp độ phân tử - còn dùng để chỉ tế bào hoặc mô có ít nhất hai bộ gen.

## Nội hàm
Chimera được phân biệt với thể khảm hoặc mô khảm (mosaic), là cơ thể sinh vật hoặc mô chứa các quần thể tế bào với bộ gen khác nhau.
Trong y học người, chimera còn dùng để chỉ một người gồm hai loại tế bào khác biệt về bộ gen. Chẳng hạn một số người mang nhiều nhóm máu khác nhau trong cơ thể. Trường hợp này gọi là "máu chimera". Khoảng 8% các cặp sinh đôi khác trứng là thuộc trường hợp này.

## Các loại
- Chimera rải rác (dispermic)
- Chimera sinh đôi (twin chimeras)
- Vi chimera (microchimeras)
- Chimera đơn tính sinh (parthenogenetic và androgenetic chimeras).[3]

## Mức độ phổ biến
Nhà sinh học Charles Boklage từ Đại học East Carolina cho biết "hiện tượng Chimera ở người rất phổ biến, nhưng cực kỳ khó xác định, và chỉ lộ ra ánh sáng trong những tình huống rất ngẫu nhiên". Vì thế các báo cáo về Chimera rất hiếm hoi.